# Edouard Verstraeten
Edouard "Eddy" Verstraeten (* 15. September 1948 in Löwen, Belgien; † 7. Dezember 2005 in Booischot, Belgien) war ein belgischer Radrennfahrer.
Nachdem er bei der Friedensfahrt 1970 eine Etappe gewonnen hatte, wurde er beim belgischen Radsportteam Geens-Watney Profi. Zu seinen größten Erfolgen zählten zwei Etappensiege bei der Tour de France 1973 und der Gewinn des Halbklassikers GP Pino Cerami im Jahr 1975. 1974 siegte er im Grand Prix de Hannut. Verstraeten fuhr während seiner Profikarriere ausschließlich bei belgischen Mannschaften, zuletzt 1981 bei Vermeer-Thijs.

## Erfolge
1970
- eine Etappe Friedensfahrt
- zwei Etappen Belgien-Rundfahrt

1971
- Harelbeke - Poperinge - Harelbeke

1973
- zwei Etappen Tour de France

1975
- eine Etappe Niederlande-Rundfahrt
- GP Pino Cerami

1978
- Nordwestschweizer Rundfahrt

1979
- eine Etappe Belgien-Rundfahrt

1981
- Omloop Hageland-Zuiderkempen